# Heinrich von Treitschke

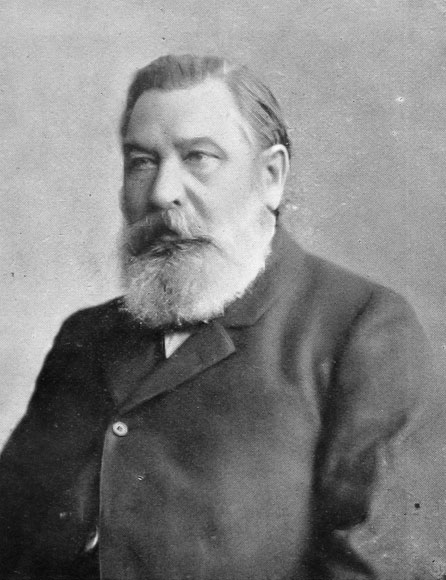
Heinrich von Treitschke

Heinrich Gotthard von Treitschke (* 15. September 1834 in Dresden; † 28. April 1896 in Berlin) war ein deutscher Historiker, politischer Publizist und Mitglied des Reichstags von 1871 bis 1884, zunächst als nationalliberaler Abgeordneter, ab 1878 ohne Parteizugehörigkeit. Er lehrte als Professor für Geschichte an den Universitäten Kiel (1866–1867), Heidelberg (1867–1873) und Berlin (1873–1896).
Treitschke war einer der zu seiner Zeit bekanntesten und meistgelesenen Historiker und politischen Publizisten in Deutschland. Bereits zu seinen Lebzeiten lehnten einige Historiker seine nationalistischen und antisemitischen Thesen ab. Mit einem 1879 veröffentlichten Aufsatz löste Treitschke den Berliner Antisemitismusstreit aus. Dieser Aufsatz enthält den Satz „Die Juden sind unser Unglück“; dieser wurde später zum Wahlspruch des nationalsozialistischen Hetzblattes Der Stürmer.

## Leben und Wirken

### Herkunft und Studium
Heinrich von Treitschke stammte aus einer sächsischen Beamten- und Offiziersfamilie und war evangelischer Konfession. Die Vorfahren stammten aus Böhmen und wanderten wegen ihrer evangelischen Konfession im Dreißigjährigen Krieg nach der Schlacht am Weißen Berg in das Kurfürstentum Sachsen aus. Sein Vater war der 1821 geadelte sächsische Generalleutnant Eduard Heinrich von Treitschke, sein Onkel der Jurist Georg Carl Treitschke und sein Vetter der General Heinrich Leo von Treitschke.
Er besuchte die renommierte Dresdner Kreuzschule (humanistisches Gymnasium) und studierte 1851 bis 1853 Geschichte an der Rheinischen Friedrich-Wilhelms-Universität Bonn, wo er im Wintersemester 1851/52 der Burschenschaft Frankonia beitrat. Dort wurde er vom Historiker Friedrich Christoph Dahlmann beeinflusst. Danach setzte er sein Studium auf Drängen seines Vaters mit den Fächern Staats- und Kameralwissenschaften an der Universität Leipzig fort. Dort hörte er unter anderem bei Heinrich Wuttke, gegen den er eine dauerhafte, auf Gegenseitigkeit beruhende Abneigung entwickelte. Schon als Student litt er an zunehmender Schwerhörigkeit, die auch den Besuch von Vorlesungen behinderte.
Er ging wegen der besseren Bibliothek für seine Promotion in Nationalökonomie an die Eberhard Karls Universität Tübingen zu Wilhelm Roscher und vollendete seine Dissertation zum Dr. iur. (Titel: Quibusnam operis vera conficiantur bona, Über die Produktivität der Arbeit) während eines zweimonatigen Aufenthalts an der Albert-Ludwigs-Universität Freiburg. Eingereicht wurde sie in Leipzig.
Danach ging er an die Ruprecht-Karls-Universität Heidelberg, wo er wegen eines Pistolenduells einige Zeit im Karzer saß, und wandte sich dann nach Dresden und wegen der besseren Bibliothek nach Göttingen, wo er in eineinhalb Jahren seine Habilitation schrieb, die er 1858 in Leipzig bei Roscher einreichte (Die Gesellschaftswissenschaft. Ein kritischer Versuch).

### Publizistische Tätigkeit
Treitschke schwankte in dieser Zeit, ob er Dichter oder Journalist werden wolle, und versuchte sich an Gedichten und einem Drama. Auf Einladung von Rudolf Haym wurde er 1858 Mitarbeiter der neu gegründeten Preußischen Jahrbücher und fand durch seinen Aufsatz Über die Grundlagen der englischen Freiheit, in dem er die Vorteile des politischen und Rechtssystems in England gegenüber der staatlichen Willkür deutscher Verhältnisse pries, bei Liberalen Aufmerksamkeit. 1858 veröffentlichte er seine Streitschrift Die Gesellschaftswissenschaften, in der er diese von Robert von Mohl und Wilhelm Heinrich Riehl vertretene Denkrichtung aus etatistischer Sicht kritisierte (die Untersuchung der Gesellschaft konnte nach Treitschke nicht unabhängig von der des Staates erfolgen), und er veröffentlichte einen Essay über Heinrich von Kleist, in dem seine zuvor aufgegebenen literarischen Neigungen nachwirkten und dem später weitere Essays und Skizzen über Literaten folgten.

### Lehrtätigkeit
1859 wurde Treitschke Privatdozent in Leipzig und lehrte dort außerdem ab 1862 Nationalökonomie an der Landwirtschaftlichen Akademie in Plagwitz, wandte sich aber zunehmend von der Nationalökonomie ab. Seine Vorlesungen in Leipzig zum Beispiel – zu dieser Zeit an einer sächsischen Universität ungewöhnlich – über preußische Geschichte sowie über europäische und deutsche Geschichte fanden schon 1861 mehr als 200 Hörer. Gleichzeitig kam es zu einem Zerwürfnis mit seinem Vater, dem General, der für ihn eine andere Karriere geplant hatte und von ihm verlangte, nichts der sächsischen Regierung gegenüber Kritisches zu sagen, worauf Treitschke nicht eingehen wollte. Als seine Mutter Marie von Oppen (1810–1861) starb, teilte ihm die Familie das so spät mit, dass er nicht an der Beerdigung teilnehmen konnte. Da er in Leipzig trotz seines Erfolgs als Hochschullehrer wenig Aussicht auf Beförderung sah, verbrachte er unter anderem viel Zeit in München.
1863 wurde er zum außerordentlichen Professor für Staatswissenschaften an der Albert-Ludwigs-Universität Freiburg ernannt. 1866 übernahm er eine ordentliche Professur für Geschichte und Politik an der Universität Kiel. Dabei gab es Widerstände in der Fakultät wegen Treitschkes offensiver Art und seiner vorherigen öffentlichen Äußerungen über Schleswig-Holstein.
Er wechselte 1867 an die Ruprecht-Karls-Universität Heidelberg und wurde 1873 als Nachfolger von Leopold von Ranke auf dessen Lehrstuhl an die Berliner Friedrich-Wilhelms-Universität berufen. Johann Gustav Droysen war gegen Treitschkes Berufung, während sie von Hermann von Helmholtz unterstützt wurde, der mit Treitschke befreundet war. Nach dem Tod Rankes wurde er 1886 dessen Nachfolger als offizieller Historiograph des preußischen Staates.

### Wirken in Preußen

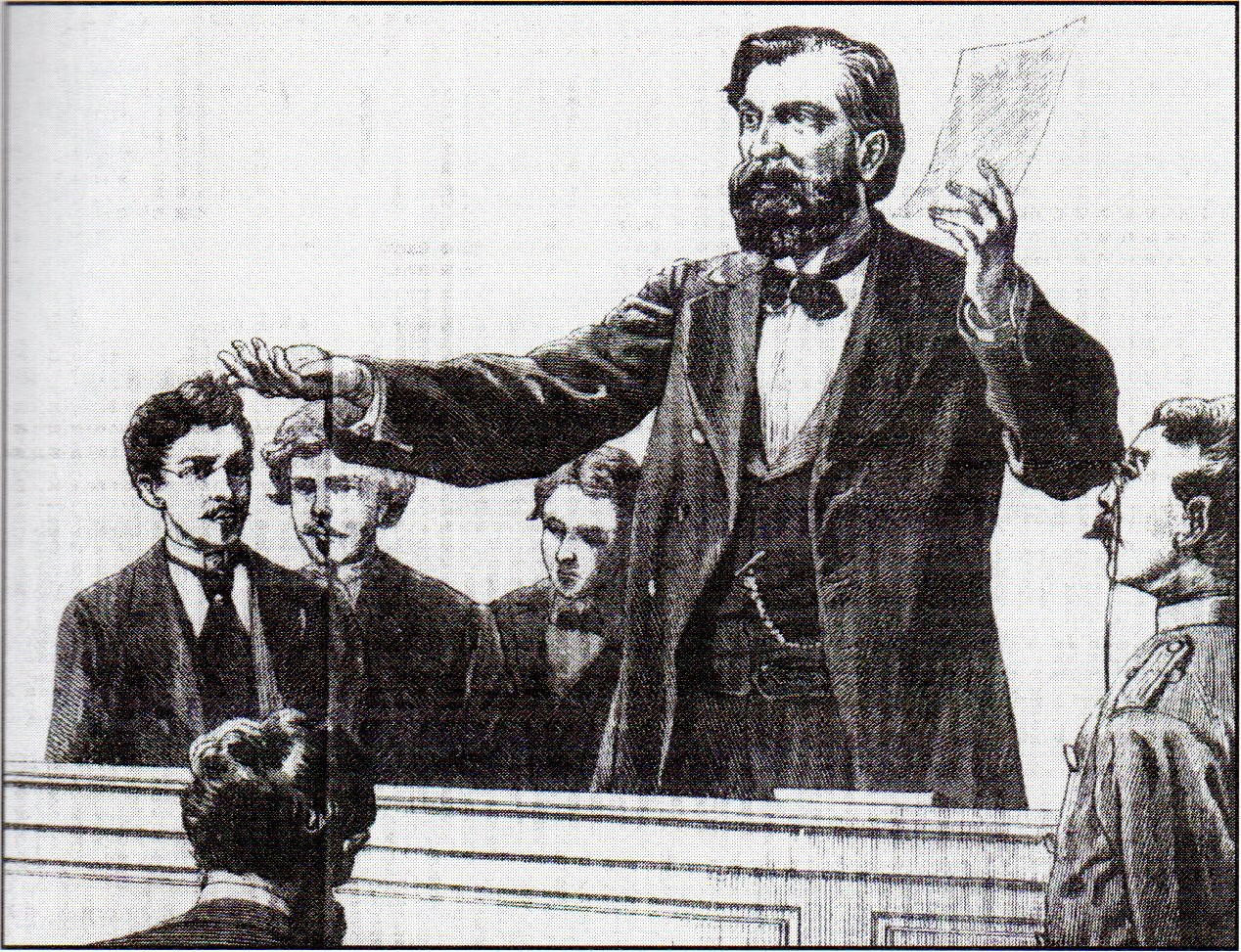
Treitschke im Hörsaal, Zeichnung um 1879

Seit 1858 war Treitschke Redakteur der Zeitschrift Preußische Jahrbücher, deren Mitherausgeber er später wurde. Dabei vertrat er anfänglich eine liberale Einstellung und geriet in Gegensatz zu den Preußischen Jahrbüchern, da diese sich 1863 im Verfassungskonflikt auf die Seite des preußischen Ministerpräsidenten Bismarck stellte. Nach der Reichsgründung 1871 schloss er sich aber den Nationalliberalen an und unterstützte die preußische Staatsidee und Reichskanzler Otto von Bismarck, den er anfangs als Liberaler noch bekämpft hatte. Dabei sah er vor allem Sozialdemokraten und Juden, aber auch liberale Befürworter der Parlamentarisierung des Reiches sowie Vertreter der freigeistigen Bewegung als Gegner.
Von 1871 bis 1884 war Treitschke zudem Mitglied des Reichstages, bis zum 11. Juli 1879 als Angehöriger der nationalliberalen Partei, später parteilos.
Objektivität in der Geschichtsschreibung lehnte Treitschke ab und galt in der späteren Wahrnehmung als Inbegriff des politisierenden Historikers (daher die Wortschöpfung Treitschke redivivus von Thomas Nipperdey). Treitschke stellte seine historische Arbeit in den Dienst politischer Ziele. Sein Hauptwerk, die fünfbändige Deutsche Geschichte im Neunzehnten Jahrhundert (1879–1894), das mit der Schilderung der Vorboten der Revolutionen 1848/1849 in Frankreich, Italien und der Schweiz eher abbricht als schließt, legitimiert die Politik Preußens und seine herausragende Stellung in Deutschland. Gleichzeitig versuchte er die eigenstaatliche Existenz der süddeutschen Monarchien, insbesondere Bayerns, zu delegitimieren, indem er deren Souveränität als Ergebnis ausschließlich der französischen Politik bewertete.
Von den Reformen Montgelas’ nahm Treitschke nur insoweit Kenntnis, als er deren Defizite betonte. In seiner Geschichtsschreibung scheint allenthalben die Idee einer deutsch-französischen Erbfeindschaft auf, indem er den Gegensatz zwischen dem deutschen und dem französischen Verständnis von Nation herausarbeitete. Dazu Heinrich August Winkler: „Die vermeintlich objektive Bestimmung der ethnischen Gruppe stand über dem subjektiven Willen des Einzelnen; Sprache und Abstammung galten mehr als die Entscheidung für ein politisches System.“ Hinsichtlich der Eingliederung des Elsass in das 1871 geschaffene Deutsche Reich schrieb er: „Wir wollen ihnen wider ihren Willen ihr eigenes Selbst zurückgeben --- Die Elsässer lernten das zersplitterte Deutschland verachten, sie werden uns lieben lernen, wenn Preussens starke Hand sie erzogen hat.“
Auf die zeitgenössischen Leser wirkten vor allem die vielen biographischen Skizzen, nicht nur von Staatsmännern, sondern auch von Literaten und anderen Persönlichkeiten. Treitschkes an Personen orientierte Geschichtsschreibung drückt sich in einem seiner bekanntesten Zitate aus seiner Deutschen Geschichte aus: Männer machen Geschichte.
Treitschkes Deutsche Geschichte erlebte viele Auflagen und fand im gebildeten Bürgertum weite Verbreitung. Die Tantiemen machten ihn finanziell unabhängig. Das Buch stieß aber auch auf heftige Kritik unter Historikerkollegen, insbesondere von seinem ehemaligen Freund Hermann Baumgarten ab 1883, der ihm zu große Parteinahme für Preußen und Vernachlässigung wissenschaftlicher Sorgfalt vorwarf, was zu einer breiten Kontroverse führte (siehe Treitschke-Baumgarten-Kontroverse). Ein Motiv des politisch liberalen Baumgarten war auch seine Enttäuschung über die politische Kehrtwendung eines früher liberalen Weggenossen. Treitschke wurde aber auch von Historikern wie Bernhard Erdmannsdörffer, Gottlob Egelhaaf und Heinrich von Sybel verteidigt, und ein Gutachten von Sybel führte dazu, dass Treitschke für die ersten beiden Bände der Deutschen Geschichte 1884 den Verdunpreis erhielt, den bedeutendsten Historikerpreis des Kaiserreichs. Treitschke war von der Kritik enttäuscht, fühlte sich aber durch den publizistischen Erfolg gleichzeitig ermutigt und erweiterte sein Werk über den ursprünglich geplanten Umfang hinaus auf fünf jeweils rund 800 Seiten starke Bände.
Treitschke übte großen Einfluss auf jene Generation von Studenten aus, die in der Endphase des Kaiserreichs und auch noch in der Weimarer Republik die Regierung und Verwaltung Deutschlands prägten. Der schwerhörige Treitschke, der seine Vorlesungen leidenschaftlich und laut vortrug (und aufgrund seiner fast völligen Taubheit keine Seminare abhielt und auch keine Schule bildete), erfreute sich insbesondere bei Corpsstudenten größter Beliebtheit. Seine lebendig und mit rhetorischem Geschick vorgetragenen Vorlesungen waren häufig überfüllt, zogen auch Hörer außerhalb der Universität an und waren gesellschaftliche Ereignisse. Zu seinen Hörern und Studenten zählten viele prominente Persönlichkeiten und spätere Vertreter imperialistischer Strömungen im Deutschen Reich wie Alfred von Tirpitz, Friedrich von Bernhardi, Carl Peters und Heinrich Claß, aber auch Persönlichkeiten wie Friedrich Meinecke, Erich Marcks, Gustav Beckmann, Karl Liebknecht, W. E. B. Du Bois und Georg Simmel. Frauen ließ er zu seinen Vorlesungen nicht zu. Als die Frauenrechtlerin Helene Stöcker ihn fragte, ob sie bei ihm hören dürfe, antwortete er: „Die deutschen Universitäten sind seit einem halben Jahrtausend für Männer bestimmt, und ich will nicht dazu helfen sie zu zerstören.“
Treitschke befürwortete die deutsche Monarchie und betrachtete den Monarchismus als historisch gewachsenes Erbe, deshalb begrüßte er die Reichseinigung unter preußischer Führung nachdrücklich. Thomas Gerhards zufolge vertrat er kein imperialistisches Gedankengut; allerdings wurde Treitschke zu Beginn des Ersten Weltkriegs insbesondere von englischen Historikern als einer der wesentlichen Vertreter des deutschen Imperialismus wahrgenommen, wobei Mitschriften seiner Vorlesungen herangezogen wurden (insbesondere sein Buch Politik). Die Engländer, denen Treitschke in einem häufig zitierten Ausspruch vorgehalten hatte, „Seife mit Zivilisation“ zu verwechseln, betrachteten Treitschke zu dieser Zeit als Kronzeugen und Inbegriff einer tief verwurzelten militaristischen Gesinnung der Deutschen und stellten ihn in eine Reihe mit dem in der damaligen Kriegsschulddebatte viel zitierten Friedrich von Bernhardi sowie Friedrich Nietzsche.
Der US-amerikanische Historiker Gordon A. Craig betrachtete Treitschke aufgrund seiner Forderung nach einer „Zerschlagung der britischen Seemacht“ und seiner emotionsgeladenen, „wilden“ Sprache ebenfalls als einen der Vordenker des deutschen Großmachtstrebens, das zum Ersten Weltkrieg führte. Treitschkes ursprünglich positive Einstellung zu England (er war ein guter Kenner der britischen Verhältnisse und der englischen Literatur und hatte unter anderem einen Essay über John Milton geschrieben) hatte sich aufgrund der gegen Preußen gerichteten britischen Haltung im Krieg gegen Dänemark 1864 und im Krieg 1870/71 gegen Frankreich abgekühlt und war teils in Erbitterung umgeschlagen, was ein von Treitschke negativ erlebter Aufenthalt in England 1895 (seine erste Reise auf die Insel) noch verstärkte. Kommende Konflikte mit England im Falle einer Weiterverfolgung der (von Treitschke grundsätzlich befürworteten) kolonialen Ambitionen Deutschlands sah er voraus, war aufgrund der bedrohlichen Konsequenzen für das isolierte Deutsche Reich aber Gegner eines Krieges mit England in der aktuellen Konstellation.
Vehement bekämpfte Treitschke seit den 1870er Jahren Sozialisten wie seinen Professorenkollegen und ehemaligen Freund, den „Kathedersozialisten“ Gustav Schmoller, und wetterte häufig gegen Katholiken, Juden und Engländer. Schon in seinem einflussreichen Aufsatz Das deutsche Ordensland Preußen von 1862 stellte er Polen und andere Slawen grob abwertend dem nach seiner Auffassung positiven, kultur- und staatsbildenden Einfluss der Deutschen (in Form des Deutschen Ordens) gegenüber. Die nationalistische Geschichtsauffassung und die überaus positive Wertschätzung des Deutschtums blieben das markanteste Merkmal seiner Geschichtsdarstellung und prägten auch seine Zuhörer und Anhänger.
Heinrich von Treitschke war von 1866 bis 1889 (neben Hans Delbrück) Herausgeber der Preußischen Jahrbücher. 1895/96 war er Herausgeber der Historischen Zeitschrift.

### Berliner Antisemitismusstreit
Von Treitschke stammt der Satz „Die Juden sind unser Unglück“, der später zur Parole des nationalsozialistischen Hetzblattes Der Stürmer wurde. Treitschke formulierte ihn in seiner Denkschrift Unsere Aussichten (1879), die durch ihre zugespitzten antijüdischen Aussagen für großes Aufsehen sorgte. Dabei behauptete er, die damit zum Ausdruck gebrachten antisemitischen Überzeugungen entsprächen dem breiten, parteiübergreifenden Empfinden der Zeitgenossen und würden von allen „wie aus einem Munde“ geteilt, aber aufgrund des „weichlichen“ und „philanthropischen“ Zeitgeistes und liberaler „Tabuisierung“ in der Presse nicht offen ausgesprochen. Größere Verbreitung fand der Satz mit seinem Pamphlet Ein Wort über unser Judenthum von 1880.
Der Aufsatz, in dem Treitschke die Forderung nach Zurückdrängung des von ihm so wahrgenommenen gesellschaftlichen Einflusses der Juden erhob, löste den Berliner Antisemitismusstreit aus, eine bis 1881 anhaltende Debatte, die auf große Anteilnahme in der bürgerlichen Öffentlichkeit Deutschlands stieß. Der Kern der Polemik Treitschkes richtet sich gegen den unterstellten Willen der Juden, ihre kulturelle Eigenart offensiv gegen das Deutschtum zu behaupten, was Treitschke als undankbar und frech charakterisierte, da sie der ihnen gewährten Emanzipation doch die Teilhabe am Leben der Nation verdankten.
Die Lösung der „Judenfrage“ sei der Weg der Assimilation, der aber nur von wenigen Einzelnen wie Gabriel Riesser oder Felix Mendelssohn Bartholdy beschritten worden sei, während sich das Gros der Juden dagegen sperre. Nach seiner politischen Theorie ging er davon aus, dass ein Jude, der den Willen zur vollen Bejahung seiner Umwelt habe, die Fähigkeit besitze, das deutsche Wesen in sich aufzunehmen und das jüdische Wesen abzustreifen. Eine solche Bekehrung zum Deutschtum mit all seinen spirituellen Werten sei grundsätzlich möglich, müsse aber entschiedener eingefordert werden. Alles Gute an den Juden verdankten sie der Anpassung an die deutsche Welt, dem Judentum selbst wohne hingegen keine positive Kraft inne.
Als Religion sei es vielmehr ein überlebtes Relikt, das über eine für den Nationalstaat gefährliche Eigenschaft verfüge, nämlich Solidaritätsbindungen über nationale Schranken hinweg zu schaffen und die Bildung eines übernationalen jüdisch-säkularen Netzwerks zu begünstigen. Die gesunde Hauptrichtung der Geschichte sei dagegen nur in einem modernen Nationalstaat mit christlicher Tradition verwirklicht. Das Judentum dürfe niemals als gleichberechtigte Konfession akzeptiert werden, da auf dieser Basis keine nationale Einheit möglich sei und letztlich als Alternative nur die Vertreibung der Juden bliebe.
Die Rassenlehre, die damals Antisemiten wie Wilhelm Marr und bald darauf Eugen Dühring zur Grundlage der Nationalidee stilisierten, lehnte Treitschke ab. Zwar sprach auch er von der „Mischcultur“ als „zersetzendem“ Faktor, auf den das gesunde „germanische“ Volksempfinden mit Abwehr reagieren müsse. Allerdings hielt er eine „Blutvermischung“ zwischen Juden und Nichtjuden nicht grundsätzlich für schlecht, sondern betrachtete sie auch als Mittel zur Assimilation, da sie „doch zu allen Zeiten das wirksamste Mittel zur Ausgleichung der Stammesgegensätze war.“ Die im Rahmen des Antisemitenstreits von seinen Studenten verbreitete Antisemitenpetition hat er nicht unterschrieben, stand den Aktionen zur Unterschriftensammlung aber wohlwollend gegenüber und distanzierte sich erst auf Drängen seines Kollegen Theodor Mommsen im November 1880 davon. Treitschkes Schriften und Vorlesungen an der Berliner Universität um 1880 in dieser Kontroverse haben erheblich dazu beigetragen, in bürgerlichen und akademisch gebildeten Kreisen die Ansicht zu verbreiten und akzeptabel erscheinen zu lassen, dass das Judentum der nationalen Einigung Deutschlands grundsätzlich wesensfremd und feindlich gegenüberstehe.
Treitschke wurde von Teilen der liberalen Presse wegen seiner Äußerungen scharf angegriffen. Seine Haltung führte zu vielen Zerwürfnissen mit Kollegen wie Theodor Mommsen, Harry Bresslau und Johann Gustav Droysen und zum Bruch mit jüdischen Freunden wie Levin Goldschmidt; auch sein enger Freund Franz Overbeck kritisierte ihn deswegen. Er selbst grenzte sich zwar stets vom „Radau-Antisemitismus“ ab, hielt diesen aber für die nachvollziehbare Folge des angeblich viel zu großen Einflusses der Juden, denen er damit im Sinne einer Täter-Opfer-Umkehr die Schuld an antijüdischen Ausschreitungen zuwies. Er verstand sich selbst nicht als Antisemit und verwies zur Rechtfertigung auf seine freundschaftlichen Beziehungen mit jüdischen Einzelpersonen (z. B. hielt er die Grabrede für seinen jüdischen Freund und Bundesbruder Alphons Oppenheim). Treitschke bot sogar an, Beiträge für Josef Schrattenholz’ Antisemiten-Hammer zu liefern, eine Publikationsreihe, mit der das erklärte Ziel verfolgt werden sollte, den Antisemitismus zu widerlegen.
Treitschkes Auffassungen waren aber radikal nationalistisch, wobei nach seinem Verständnis von Nation die Juden als Fremde ausgegrenzt blieben. Treitschke nahm durch seine Äußerungen „dem Antisemitismus den ‚Kappzaum der Scham‘ (Theodor Mommsen) und machte ihn für breite Bevölkerungskreise akzeptabel, die sich vom ‚Radau- und Pöbelantisemitismus‘ distanzierten“. Er leistete damit „einen bedeutenden Beitrag dazu, den Antisemitismus innerhalb des Bürgertums salonfähig zu machen“. Der Historiker Heinrich August Winkler schreibt dazu: „Der Antisemitismus drang mehr und mehr ins liberale Bürgertum ein und gewann eine breite Anhängerschaft unter den Studenten. Der soziale Aufstieg des Antisemitismus folgte dem sozialen Aufstieg der Juden: Die Zahl der akademischen Judengegner wuchs mit der Zahl akademisch gebildeter Juden.“
Auch Friedrich Nietzsche kritisierte Treitschke harsch. In Jenseits von Gut und Böse (1885) schlug er vor, dass „es vielleicht billig und nützlich wäre, die antisemitischen Schreihälse des Landes zu verweisen“ – laut Christian Niemeyer war dieser Satz auf Treitschke gemünzt.
Der Historiker Golo Mann charakterisierte Treitschkes Haltung wie folgt:

„Zugleich mit der Judenemanzipation, der neuen bürgerlichen Angleichung, erscheint der neue Antisemitismus. Aber er ist zunächst nicht das, was wir uns darunter vorstellen; er verlangt nicht Ausschließung, sondern völlige Angleichung und Bescheidenheit in der Angleichung; er verlangt Ausschließung nur derer, die sich nicht angleichen wollen. Ich will Ihnen für diese Ansicht, diese Haltung nur ein merkwürdiges Beispiel geben, das des deutschen Historikers Heinrich von Treitschke. Dieser große Schriftsteller gilt gemeinhin als Antisemit, und das war er auch; dennoch hätten etwa die Nazis mit seinem Antisemitismus durchaus nichts anfangen können. Treitschke war ein leidenschaftlicher, zorniger Patriot, sehr entschieden in seinem Urteil, aber mit einem schönen Sinn für das Gerechte und Wahre; etwas Unwahres, etwas Gemeines wäre nie aus seiner Feder gekommen. Und so sah Treitschke nur eine mögliche Lösung der Judenfrage in Deutschland: völliges Aufgehen des zahlenmäßig so geringen Judentums im Deutschtum, Preisgabe jedes eigenen jüdischen Lebensstiles. Er lobte die preußischen Juden, die in den Befreiungskriegen ehrenhaft ihre soldatische Pflicht getan hatten.“

Eine der Folgen der Auseinandersetzung war der über längere Zeit erfolgreiche Versuch Mommsens, Treitschkes Aufnahme in die Preußische Akademie der Wissenschaften zu verhindern (desgleichen seine Mitwirkung an der Herausgeberschaft der Historischen Zeitschrift), mit der Begründung, er sei mehr ein Publizist als Wissenschaftler. 1895 wurde Treitschke dann aber doch noch aufgenommen, vor allem auf energisches Betreiben seines Unterstützers Sybel. Mommsen trat daraufhin aus Protest aus.
Treitschke wurde später von den Nationalsozialisten vereinnahmt und seine antisemitische Haltung wurde in der von Alfred Rosenberg initiierten Volksausgabe seiner Werke durch entstellende Kürzungen, Auslassungen und teilweise gänzliche Neuformulierungen seiner Texte verstärkt.
Die Historikerin Shulamit Volkov sieht die nachhaltige Bedeutung des Antisemitismus Treitschkes darin, dass er eine antisemitische Einstellung in der bürgerlichen Gesellschaft „salonfähig“ gemacht und ihr Zugang zu den deutschen Universitäten verschafft habe.
Der Sozialpädagoge und ehemalige Leiter des Fritz Bauer Instituts Micha Brumlik verglich von Treitschkes Argumentation mit der Thilo Sarrazins und Geert Wilders’ und stellte fest, alle drei hätten gewusst bzw. wüssten, dass man sich mit pöbelnden Judenfeinden bzw. Islamfeinden zwar nicht gemein machen dürfe, dass es jedoch „sinnvoll sein“ könne, deren „Wut als Anlass zu nutzen, ein angebliches Tabu zu knacken, um ein kollektives ‚Wir‘ zu konstituieren.“

## Rezeption

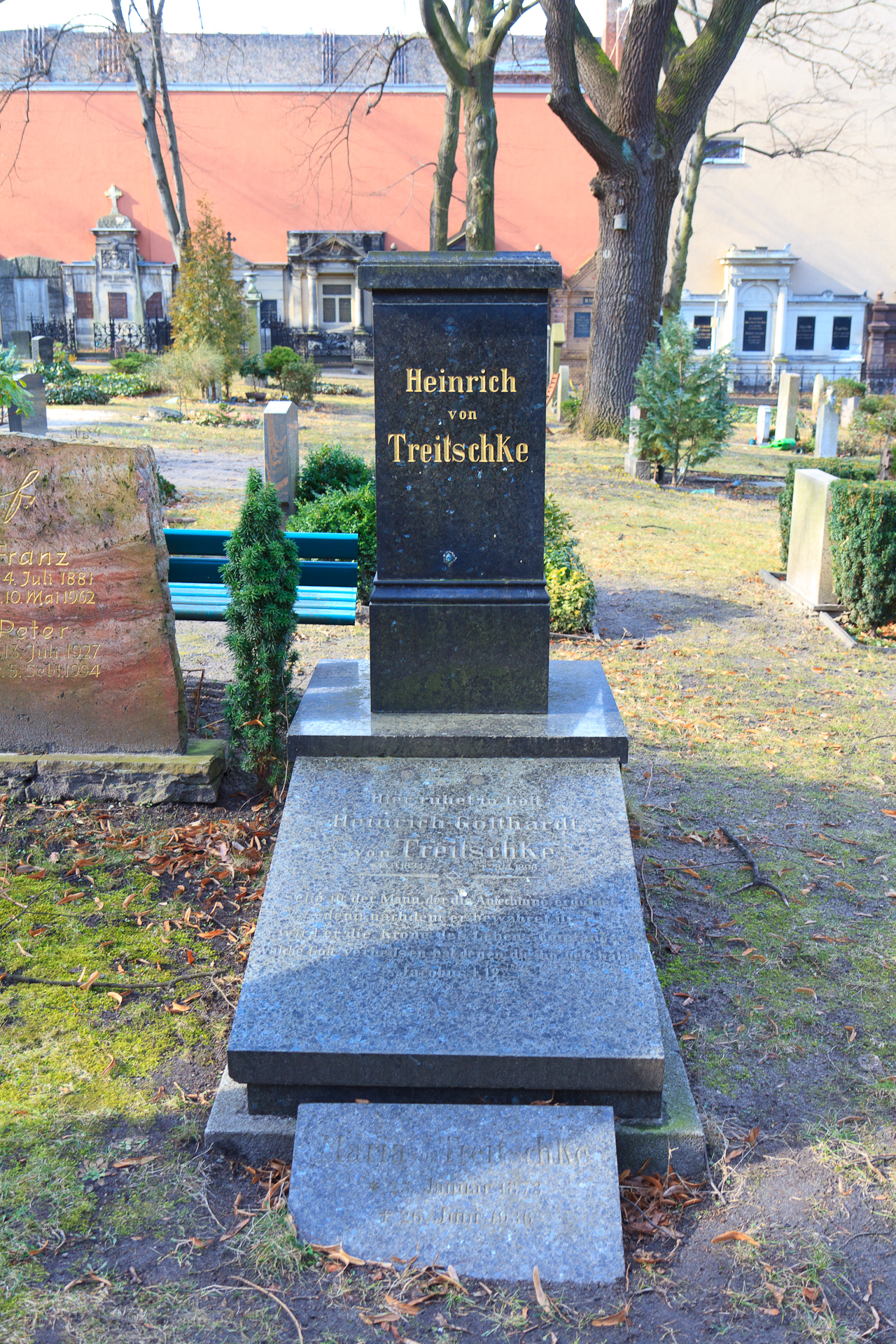
Grab von Treitschke auf dem Alten St.-Matthäus-Kirchhof in Berlin

Treitschkes Werke wurden schon zu Lebzeiten weit verbreitet; unmittelbar nach seinem Tod setzte noch einmal eine starke Rezeption ein. Hohe Auflagezahlen und Werkausgaben durch politisch sehr unterschiedliche Herausgeber belegen die Auseinandersetzung mit seinem Werk jenseits seiner Anhänger im engeren Sinne, und allein während der Weimarer Republik wurden elf Dissertationen zu Treitschke und seinem Werk begonnen.
Wie zu Lebzeiten wirkte Treitschke auch nach seinem Tod polarisierend. Einerseits erkannten auch Kritiker die Gelehrsamkeit, literarische Lebendigkeit und das rhetorische Geschick seiner Darstellung an, andererseits beschuldigte man ihn als preußischen Hofhistoriker häufig einer voreingenommenen und parteilichen Sichtweise. Vertretern des liberalen Historismus seiner Zeit behagte die allzu flammende und emotionale Parteinahme Treitschkes für oder gegen die Protagonisten seiner Erzählung nicht immer, und einige stellten seine Eignung als der Wahrheit verpflichteter, nüchtern urteilender Historiker im Sinne von Rankes deshalb in Frage. Das vaterländische Pathos und die personenzentrierte und nationalgeschichtliche Engführung seiner Geschichtsschreibung führten je nach ideologischem Standpunkt und Nationalität der Rezipienten zu sehr prononcierten Urteilen, apologetischer Zustimmung oder scharfer Ablehnung.
Zu denjenigen, die Treitschkes stets für das Preußentum Partei ergreifende Positionen häufig ablehnten, gehörte ein Großteil der ausländischen Nationalhistoriographie; zudem nahmen süddeutsche und/oder katholische Geschichtsschreiber und Kommentatoren oft konträre Positionen ein, etwa der Mainzer Erzbischof Wilhelm Emmanuel von Ketteler, der das von Treitschke und anderen vertretene Geschichtsbild als Borussianismus charakterisierte. Die in seinen Werken explizit zum Ausdruck gebrachten konservativen bzw. aus heutiger Sicht reaktionären Ansichten führten zur praktisch einhelligen Ablehnung der Werke Treitschkes seitens der politischen Linken. Beim deutschen Bildungsbürgertum der Kaiserzeit und der Weimarer Zeit und auch noch der frühen Nachkriegszeit galt sein Name indes als sprichwörtlicher Inbegriff für genaues geschichtliches Faktenwissen.
Aus Sicht westlicher Intellektueller war Treitschke einer der „geistigen Repräsentanten“ des preußischen Militarismus und eines „pathologischen, machtversessenen Pangermanismus“.
Treitschkes Antisemitismus war in der Forschung bis 1945 kaum ein Thema, seit dem späten 20. Jahrhundert hingegen wurde er gründlich erforscht; Treitschke wurde seither seltener als Historiker und häufiger als antisemitischer Publizist untersucht.

## Ehrungen, Kontroversen
Treitschke war Ehrenmitglied des Vereins Deutscher Studenten Berlin im Verband der Vereine Deutscher Studenten. 1887 erhielt er den Pour le Mérite für Wissenschaft und Künste.
1909 wurde ihm vor der Berliner Universität neben der Statue von Hermann von Helmholtz ein Denkmal errichtet, dem wenig später auch das von Theodor Mommsen zur Seite gestellt wurde. Während das Mommsen-Denkmal noch heute dort steht, wurde das von Treitschke Mitte der 1930er Jahre bei der Renovierung in einen Seitenhof versetzt und 1951 abgebaut und eingeschmolzen.
Nach seinem Tod wurden in vielen Städten Straßen nach Treitschke benannt, was in den letzten Jahren zu Kontroversen führte. So wurde in Nürnberg eine in der Zeit des Nationalsozialismus nach ihm benannte Straße in Steuerwald-Landmann-Straße umbenannt. Im November 2011 beschloss der Gemeinderat Heidelberg nach langjährigem Streit eine Umbenennung der dortigen Treitschkestraße. Die Umbenennung in Goldschmidtstraße erfolgte dann am 29. März 2012.
In anderen Städten wie Berlin, München (seit 1960), Hannover oder Karlsruhe gibt es nach wie vor Treitschkestraßen. Die Umbenennung der Treitschkestraße in Berlin in Kurt-Scharf-Straße wurde 2003 von der Bezirksverordnetenversammlung Steglitz-Zehlendorf (BVV) nach ausgiebiger Diskussion abgelehnt. In Berlin-Steglitz und Karlsruhe erklären Informationstafeln die Bedeutung Treitschkes. In Berlin-Steglitz wurde zusätzlich eine angrenzende Grünfläche in Harry-Bresslau-Park umbenannt. Im September 2022 beschloss die BVV die Umbenennung der Treitschkestraße. Am 22. Januar 2025 beschloss die BVV die Benennung nach Betty Katz, der Direktorin des Jüdischen Blindenheims in Berlin-Steglitz.
Der Bonner Burschenschaft Frankonia, der Treitschke angehört hatte, musste sich 1935 auflösen und nahm 1940 als NS-Kameradschaft unter dem Namen Kameradschaft Heinrich von Treitschke ihr Gemeinschaftsleben wieder auf.

## Privates
Treitschke war seit 1867 mit Emma Freiin von und zu Bodman (1836–1901) verheiratet und hatte drei Kinder. Der Tod seines Sohnes im Januar 1881 an Diphtherie traf ihn und vor allem seine Frau schwer, was Treitschke zusätzlich belastete. Er war fast taub und verständigte sich mit seiner Frau mit Zeichensprache, mit anderen über Zettel. Er reiste viel in Deutschland und in Europa, am meisten in die Schweiz und Tirol, aber auch nach Italien, Frankreich, Schweden, Spanien und England.
Er war eng seit der gemeinsamen Studienzeit mit Franz Overbeck befreundet und stand mit Gustav Freytag im Briefwechsel. Weitere Freunde waren Emil Herrmann und Hermann von Helmholtz.
Treitschke liegt auf dem evangelischen Alten St.-Matthäus-Kirchhof in Berlin-Schöneberg begraben. 1952 erhielt es den Status eines Ehrengrabs des Landes Berlin. Der Status wurde 2003 aberkannt.

## Werke
Treitschke hat über 200 Publikationen verfasst, überwiegend Aufsätze zu politisch-historischen Themen, aber auch umfangreiche Monographien und kleinere journalistische Beiträge. Viele Arbeiten erschienen schon zu Lebzeiten in mehreren Fassungen, z. B. erst als Aufsatz in den Preußischen Jahrbüchern, dann separat als Sonderdruck, dann überarbeitet in einer Aufsatzsammlung und nochmals in veränderter Fassung in einer Neuauflage derselben. Das betrifft gerade auch die am stärksten rezipierten Arbeiten wie Bundesstaat und Einheitsstaat und Bonapartismus. Auch postum sind viele Werke Treitschkes in unterschiedlichen Fassungen erschienen, wobei nicht immer leicht zu erkennen ist, welche Texteingriffe gegenüber der Erstveröffentlichung wann von wem vorgenommen wurden. Dazu kommen Übersetzungen in mehrere Sprachen schon seit Treitschkes Lebzeiten.

### Auswahl wichtiger Publikationen (chronologisch)
- Die Grundlagen der englischen Freiheit. In: Preußische Jahrbücher. Band 1, 1858, S. 366–381; wieder in: Historische und politische Aufsätze. Vierter Band: Biographische und Historische Abhandlungen, vornehmlich aus der neueren deutschen Geschichte. Herausgegeben und eingeleitet von Erich Liesegang, Hirzel, Leipzig 1897, S. 1–19.
- Die Gesellschaftswissenschaft. Ein kritischer Versuch. Hirzel, Leipzig 1859.
- Das deutsche Ordensland Preußen. In: Preußische Jahrbücher. Band 10, 1862, S. 95–151; überarbeitet wieder in: Historische und Politische Aufsätze. Band 1, 1864, S. 1–68; nochmals überarbeitet wieder in: Historische und Politische Aufsätze, Band 2, 4. Auflage, Hirzel, Leipzig 1871, S. 1–76.
- Bundesstaat und Einheitsstaat. In: Historische und Politische Aufsätze, Band 1, Hirzel, Leipzig 1864, S. 444–595; überarbeitet wieder in: Historische und Politische Aufsätze, Band 1, zweite Auflage, Hirzel, Leipzig 1865, S. 444–595.
- Der Bonapartismus. Teile I–V. In: Preußische Jahrbücher. Band 16, 1865, S. 197–252, Band 20 (1867), S. 357–394, Band 21, 1868, S. 40–102 und 491–536; unter dem Titel Frankreichs Staatsleben und der Bonapartismus wieder in: Historische und Politische Aufsätze Neue Folge. Teil 1, Hirzel, Leipzig 1870, S. 3–348; überarbeitet wieder in: Historische und Politische Aufsätze, Band 2, 4. Auflage, Hirzel, Leipzig 1871, S. 43–425.
- Der Socialismus und seine Gönner. Nebst einem Sendschreiben an Gustav Schmoller. In: Preußische Jahrbücher. Band 34, 1875, S. 67–110 und 248–301.
- Unsere Aussichten. In: Preußische Jahrbücher. Band 44, 1879, S. 559–576 (gehove.de PDF; 1,2 MB).
- Herr Graetz und sein Judenthum. In: Preußische Jahrbücher, Bd. 44, 1879, S. 660–670 (gehove.de PDF; 666 kB).
- Deutsche Geschichte im neunzehnten Jahrhundert. 1879–1894;
  - Bd. 1: Bis zum zweiten Pariser Frieden. Hirzel, Leipzig 1879. (Digitalisat und Volltext im Deutschen Textarchiv)
  - Bd. 2: Bis zu den Karlsbader Beschlüssen. Hirzel, Leipzig 1882. (Digitalisat und Volltext im Deutschen Textarchiv).
  - Bd. 3: Bis zur Juli-Revolution. Hirzel, Leipzig 1885. (Digitalisat und Volltext im Deutschen Textarchiv).
  - Bd. 4: Bis zum Tode König Friedrich Wilhelms III. Hirzel, Leipzig 1889. (Digitalisat und Volltext im Deutschen Textarchiv).
  - Bd. 5: Bis zur März-Revolution. Hirzel, Leipzig 1894. (Digitalisat und Volltext im Deutschen Textarchiv).
- Noch einige Bemerkungen zur Judenfrage. In: Preußische Jahrbücher. Band 45, 1880, S. 85–95 (gehove.de PDF; 740 kB).

### Gesammelte Aufsätze (chronologisch; Auswahl)
- Historische und politische Aufsätze vornehmlich zur neuesten deutschen Geschichte. Leipzig: Hirzel 1864; 2. Auflage 1865; 3. Auflage 1867; 4. Auflage in 3 Bänden 1871; 5. Auflage in 4 Bänden 1886–1896; 6. Auflage (nur Band 1–3) 1903; 7. Auflage (nur Band 1–3) 1911–1915; 8. Auflage 1918–1921.
- Historische und politische Aufsätze. Neue Folge, 2 Bände, Hirzel, Leipzig 1870.
- Zehn Jahre deutscher Kämpfe. 1865–1874. Schriften zur Tagespolitik, Reimer, Berlin 1874; 2. Auflage 1879; 3. und 4. Auflage in 3 Bänden, herausgegeben von M. Cornicelius 1896/97 bzw. 1913.
- Historische und politische Aufsätze. Vierter Band: Biographische und Historische Abhandlungen, vornehmlich aus der neueren deutschen Geschichte. Herausgegeben und eingeleitet von Erich Liesegang, Hirzel, Leipzig 1897; 2. Auflage 1920.
- Bilder aus der deutschen Geschichte. 2 Bände, Hirzel, Leipzig, 1908; 9. Auflage 1922.
- Ausgewählte Schriften. Herausgegeben von M. Cornicelius, 2 Bände, Hirzel, Leipzig 1907, 8. Auflage 1920.